# Willy Winkelmann
Willy Winkelmann (* 19. Mai 1890 in Redlin; † Juli 1970) war ein deutscher Politiker der DDR-Blockpartei CDU. Er war Vorsitzender des CDU-Bezirksvorstandes Halle.

## Leben
Winkelmann absolvierte eine Lehrerausbildung und war anschließend als Mittelschullehrer in Zeitz tätig. Von 1922 bis 1924 gehörte er einer Freimaurerloge an.
Nach der „Machtergreifung“ der Nationalsozialisten trat er am 1. Mai 1933 der NSDAP bei (Mitgliedsnummer 2.772.220), er wurde jedoch am 14. März 1935 wegen seiner Zugehörigkeit zu einer Freimaurerloge aus der NSDAP ausgeschlossen.
Nach 1945 war er Dozent an einem Lehrerbildungsinstitut und über zehn Jahre lang Direktor der Geschwister-Scholl-Oberschule in Zeitz. 1946 trat er der CDU bei. Er war Vorsitzender des CDU-Kreisverbandes Zeitz und fungierte von Januar 1957 bis Januar 1964 als Vorsitzender des CDU-Bezirksvorstandes Halle. Winkelmann trat auf eigenen Wunsch aus Altersgründen zurück und wurde zum Ehrenvorsitzenden des CDU-Bezirksverbandes berufen. Er wurde am 3. Oktober 1958 auf dem 9. Parteitag zum Nachfolgekandidaten und am 25. Juni 1960 auf dem 10. Parteitag zum Mitglied des Hauptvorstandes der CDU gewählt. Winkelmann war von 1958 bis 1967 auch Abgeordneter des Bezirkstages Halle.

## Schriften (Auswahl)
- Der Beitrag des Bezirksverbandes Halle der Christlich-Demokratischen Union zur Festigung und Stärkung unserer DDR. In: Wie die Arbeiter-und-Bauern-Macht entstand. Erlebnisberichte aus Sachsen-Anhalt. 2. Auflage. Bezirksausschuß der Nationalen Front des Demokratischen Deutschland, Halle (Saale) 1959, S. 170–176.
- Wir brauchen die deutsch-sowjetische Freundschaft. In: 10 Jahre DDR. Union-Verlag, Berlin 1959, S. 177.

## Auszeichnungen
- Vaterländischer Verdienstorden in Bronze (1959)[2]
- Verdienstmedaille der DDR (1960)
- Otto-Nuschke-Ehrenzeichen in Silber (1960)[3]
- Ehrennadel der Gesellschaft für Deutsch-Sowjetische Freundschaft in Gold (1961)[4]
- Titel Oberstudienrat (1962)[5]